# Берлин
Вижте пояснителната страница за други значения на Берлин.
Берлѝн (на немски: Berlin [bɛɐ̯ˈliːn]) е столицата и една от 16-те провинции на Германия. С население от 3 677 472 души (към 2021 г.) и площ от 892 km² Берлин е най-населеният и най-голям по размери град в страната. Берлин е най-населеният град в Европейския съюз (ЕС) и осмата най-населена градска агломерация в ЕС. Градът е разположен в североизточна Германия и е сърцето на метрополния регион Берлин-Бранденбург, обхващащ население от почти 6,2 милиона души. Географски Берлин е разположен в Средноевропейската равнина, а климатът му е умереноконтинентален. Водните площи, горите, парковете и градините съставляват около една трета от територията на столицата.
Берлин е споменат за първи път през 1244 г., а в исторически план е бил столица на Кралство Прусия (1701 – 1918), Германската империя (1871 – 1918), Ваймарската република (1919 – 1933) и Третия Райх (1933 – 1945). В края на Втората световна война градът е разделен на две части: Източен Берлин, който е обявен за столица на Германската демократична република, и Западен Берлин, който е включен в състава на Федерална република Германия със столица Бон. В периода 1961 – 1989 г. градът е разделен от Берлинската стена, която става символ на Студената война. С Обединението на Германия през 1990 г. Берлин си възвръща статута на столица на цяла Германия, а в града се помещават посолствата на 147 държави.
Берлин е световен град с културно, политическо, медийно и научно значение. Икономиката му се базира предимно на сектора на услугите. Столицата е сред най-популярните туристически дестинации в Европейския съюз. В града се помещават множество престижни университети, изследователски центрове, паметници на културата, музеи и спортни съоръжения. Берлин е притегателен център за хора на изкуството от цял свят.
Берлин е домакин на Летните олимпийски игри 1936, също така е градът, в който се провежда финалът на Световното първенство по футбол 2006 и Европейското първенство по футбол 2024.

## Наименование
Названието „Берлин“ има западнославянски произход и най-вероятно е свързано с полабския корен berl- или birl- („блато“). През Ранното средновековие областта по източния бряг на Елба е населявана от славяни (Germania Slavica) и много селища в североизточните части на днешна Германия носят славянски названия, типично германизирани с наставките -ow, -itz, -vitz, -witz, -itzsch и -in.
По-късна фолклорна етимология извежда корена на името Ber- от германското Bär („мечка“), което става причина на герба на града да е поставена мечка. От там произлиза и свързването на името с прозвището на предполагаемия основател на града Албрехт Мечката.

## История
Документиран за пръв път през XIII век, Берлин се превръща успешно в столица на Кралство Прусия (от 1701), Германската Империя (1871 – 1918), Ваймарската република (1919 – 1932) и на Третия Райх (1933 – 1945).
В края на XIX век Берлин е най-важният център на книгоиздаването в страната. През 1900 г. берлинската борса е най-голямата в Германия.
След Първата световна война Берлин става културен център, в който заживяват и творят много писатели и художници.
След Втората световна война градът бива разделен. Източен Берлин се превръща в столица на ГДР, докато Западен Берлин остава в територията на Западна Германия, заобиколен от Берлинската стена (1961 – 1989).
След обединението на 3 октомври 1990 градът получава статуса си на столица на цяла Германия.

## География
Берлин е разположен в Източна Германия, в предимно блатист район в Централната Северногерманска равнина на около 70 km западно от границата с Полша. Територията на германската столица е изцяло заобиколена от федералната провинция Бранденбург. Градът е с площ от 892 km², като разстоянието между най-източната и най-западната му част е 45 km, а между най-северна и най-южната – 38 km.
Съвременният ландшафт на Берлин е оформен под въздействието на ледниците, образували се по време на последната ледникова епоха. До 18 хилядолетие пр.н.е. територията на германската столица е била покрита от ледена покривка със средна дебелина от 100 m. Историческият център е разположен в най-тясната и най-ниска точка от Варшавско-Берлинската ледена долина (Warschau-Berliner-Urstromtal), която до 16 хилядолетие пр.н.е. е пресичала територията на сегашен Берлин в посока югоизток-северозапад. По дължината на някогашната долина сега е разположено коритото на река Шпрее. Северозападната част на Берлин е разположена на платото Барним, а югозападните райони на града се намират на платото Телто. Район Шпандау се намира едновременно в долината на Шпрее, така и на Нойенското планинско плато.
Притоците на Шпрее са Панке, Даме, Вуле и Ерпе. В район Шпандау Шпрее се влива в река Хафел, която пресича Западен Берлин в посока север–юг. Коритото на Хафел представлява ледников канал, образувал множество малки езера по дължина си, сред които най-съществени са Тегел и Голямо Ванзе. Участъци от притоците на Хафел Тегел и Беке се намират на територията на Берлин.
С най-висока точка от 114,7 m хълмовете Мюгелберг в район Трепто-Кьопеник са най-високата част на Берлин. Достойна конкуренция на Мюгелберг е изкуствено създаденият хълм Тойфелсберг в район Шарлотенбург-Вилмерсдорф, който се извисява на 114,7 m над морското равнище. Последният е създаден от Съюзническите войски, които след края на Втората световна война струпват на едно място останки от разрушения Берлин. Най-ниската точка в Берлин са Халфенските езера с надморска височина от 32 m.

### Климат
Берлин е разположен в ширините с влажен континентален климат (Dfb по Кьопен). Летата са топли, със сравнително високи температури 22 – 25 °C и с най-ниски стойности от 12 – 14 °C. Зимите са студени, със средна максимална температура от 4 °C и средна минимална от -2 до 0 °C. Времето през есента и пролетта варира между хладно и меко. Гъсто застроените части на Берлин създават собствен микроклимат, благодарение на задържаната от сградите топлина. При освобождаването си тя може да покачи температурата в града с 4 °C разлика в сравнение с околните райони.
| Климатични данни за Берлин (1971 – 2000) | Климатични данни за Берлин (1971 – 2000) | Климатични данни за Берлин (1971 – 2000) | Климатични данни за Берлин (1971 – 2000) | Климатични данни за Берлин (1971 – 2000) | Климатични данни за Берлин (1971 – 2000) | Климатични данни за Берлин (1971 – 2000) | Климатични данни за Берлин (1971 – 2000) | Климатични данни за Берлин (1971 – 2000) | Климатични данни за Берлин (1971 – 2000) | Климатични данни за Берлин (1971 – 2000) | Климатични данни за Берлин (1971 – 2000) | Климатични данни за Берлин (1971 – 2000) | Климатични данни за Берлин (1971 – 2000) |
| Месеци                                   | яну.                                     | фев.                                     | март                                     | апр.                                     | май                                      | юни                                      | юли                                      | авг.                                     | сеп.                                     | окт.                                     | ное.                                     | дек.                                     | Годишно                                  |
| Абсолютни максимални температури (°C)    | 15,2                                     | 18,6                                     | 25,1                                     | 30,9                                     | 33,2                                     | 35,0                                     | 37,2                                     | 37,7                                     | 34,2                                     | 27,5                                     | 19,5                                     | 15,7                                     | 37,7                                     |
| Средни максимални температури (°C)       | 2,9                                      | 4,2                                      | 8,5                                      | 13,2                                     | 18,9                                     | 21,6                                     | 23,7                                     | 23,6                                     | 18,8                                     | 13,4                                     | 7,1                                      | 4,4                                      | 13,4                                     |
| Средни минимални температури (°C)        | −1,9                                     | −1,5                                     | 1,3                                      | 4,2                                      | 9,0                                      | 12,3                                     | 14,3                                     | 14,1                                     | 10,6                                     | 6,4                                      | 2,2                                      | −0,4                                     | 8,2                                      |
| Абсолютни минимални температури (°C)     | −21                                      | −26                                      | −16,5                                    | −6,7                                     | −2,9                                     | 0,8                                      | 5,4                                      | 4,7                                      | −0,5                                     | −9,6                                     | −16,1                                    | −20,2                                    | −26                                      |
| Средни месечни валежи (mm)               | 42,3                                     | 33,3                                     | 40,5                                     | 37,1                                     | 53,8                                     | 68,7                                     | 55,5                                     | 58,2                                     | 45,1                                     | 37,3                                     | 43,6                                     | 55,3                                     | 570,7                                    |
| Брой на дните с валежи                   | 10.0                                     | 8.0                                      | 9.1                                      | 7.8                                      | 8.9                                      | 9.8                                      | 8.4                                      | 7.9                                      | 7.8                                      | 7.6                                      | 9.6                                      | 11.4                                     | 106.3                                    |
| ---------------------------------------- | ---------------------------------------- | ---------------------------------------- | ---------------------------------------- | ---------------------------------------- | ---------------------------------------- | ---------------------------------------- | ---------------------------------------- | ---------------------------------------- | ---------------------------------------- | ---------------------------------------- | ---------------------------------------- | ---------------------------------------- | ---------------------------------------- |
| Източник: WorldWeather.org               |                                          |                                          |                                          |                                          |                                          |                                          |                                          |                                          |                                          |                                          |                                          |                                          |                                          |

### Агломерация
Бранденбург и Берлин образуват заедно европейския метрополен регион „Берлин-Бранденбург“, в който живеят около 6,2 милиона жители (2020). Повече от една трета от площта на Бранденбург е заета от природни паркове, гори, езера и водни площи.
Бранденбург (Brandenburg) е една от шестнадесетте федерални провинции на Германия. Столица на провинция Бранденбург е град Потсдам. Столичният метрополен регион Берлин-Бранденбург (Агломерация) е с обща площ от 5730 km² и има население от 4 700 000 души (2020).

## Население
Към 31 декември 2020 г. населението на Берлин е 3 664 088 жители, което е повече от населението на Хамбург и Мюнхен, взети заедно. Агломерацията Голям Берлин обхваща около 4,6 милиона души, а столичният метрополен регион Берлин-Бранденбург има население от над 6,2 милиона жители (2020).
До средата на XVII век Берлин и околните земи са рядко населени, а Тридесетгодишната война (1618 – 1648) допълнително намалява населението наполовина. Едва когато Фридрих Вилхелм I, курфюрст на Бранденбург, поема контрола над града от баща си Георг Вилхелм, населението на града драстично се увеличава. Фридрих Вилхелм позволява на хиляди хугеноти от Франция да се заселят в региона и така от едва 6000 жители към 1648 г. Берлин нараства на 57 000 през 1709 г. Населението на града расте непрекъснато, което му позволява да бъде обявен за гросщат (град с население над 100 000 жители) през 1740 г., а през 1875 г. жителите му надхвърлят един милион.
През 1900 г. населението на града наброява 1 889 000 жители, което го прави най-големият германски град.
С приемането на Акта за Голям Берлин през 1920 г. в рамките на града са включени голям брой независими градове и села, а населението става близо четири милиона души. След няколко корекции в границите на Голям Берлин през 1942 г. броят на жителите му стига своя връх с 4,5 милиона. По времето на Втората световна война населението намалява съществено и оттогава насетне се движи в рамките на 3,1 – 3,5 милиона. След Обединението на Германия (1999) 1,7 милиона души напускат столицата на Германия, но за сметка на това 1,8 милиона пристигат в нея, което внася баланс в раздвижването на населението. През годините след Обединението тенденцията за постоянно движение на масите се е запазила, като само през 2009 г. в Берлин са се заселили 143 852 души (56 028 чужденци), а същевременно 133 335 са напуснали столицата (59 083 са заминали в чужбина).
- Млади хора в Берлин
- Възрастова структура 2020
- Основател в Берлин

### Имиграция
Към декември 2010 г. 457 806 от жителите на Берлин са чужденци (13,5% от населението на града). В столицата живеят представителите на повече от 190 държави, но най-големите групи са от Турция (104 556), Полша (40 988), Сърбия (19 230), Италия (15 842), Русия (15 332), Франция (13 262), Виетнам (13 199), САЩ (12 733), Босна и Херцеговина (10 198), Великобритания (10 191), Хърватия (10 104) и България (9988). Около 394 000 германски граждани са с чужд произход.

### Език
Немският е единствен официален език в Берлин, но в ежедневието се използва местната му форма, която се нарича берлиниш или берлинериш. Берлинското наречие спада към диалектната група Берлин-Бранденбург, която е част от източноцентралните немски говори. Берлиниш се разглежда по-скоро като метролект (градски говор), отколкото като стандартна диалектна форма, защото реално представлява смесица между различни немски диалектни говори, а не самостоятелно развил се диалект. В метрополния регион се говори бранденбургиш, който е местна разновидност на берлиниш.
Благодарение на постоянния приток на хора от другите части на Германия, в берлиниш са навлезли множество специфични думи и изрази, които са разбираеми само за берлинчани. В исторически план притокът на хора от други части на Европа, в частност Франция и Бенелюкс, е позволило в говора да навлязат думи с френски и фламандски произход. В миналото на берлиниша се гледало като на езика на простолюдието, докато образованите немци се стремели да говорят единствено на книжовен немски, защото използването на диалектната форма се считало за „вулгарно“ или „глупаво“. В ГДР негативното отношение към берлинериша се променя до определена степен, което позволява навлизането му и сред високообразованите среди. Поради тази причина берлинският диалект остава особено популярен сред немците, живеещи в източната част на Берлин.
Големият брой чужденци в Берлин е причина и за разнообразието от чужди езици, които се използват в ежедневието. Турският и руският са двата най-говорени езика, следвани от полския, сръбския и кюрдския. Английският език е най-изучаваният чужд език, а също така е майчин на около 25 хиляди души. В Източен Берлин живеят мнозинството от имигранти от Централна и Източна Европа, а в Западен – тези от Азия, Западна, Северна и Южна Европа и Америките. Българският е родният език на всички етнически българи в Берлин, а мнозинството български турци владеят и турски.

### Религия
С повече от 60% от населението на града, неизповядващо нито една религия, Берлин неслучайно е наричан „атеистката столица на Европа.“ Най-голямата деноминация в града е тази на Евангелистката църква на Берлин, Бранденбург и Силезийска Горна Лужица (църква в състава на Немската евангелска църква) с 19,4% последователи. Римокатолическата църква е с 9,4% последователи сред берлинчани, а 2,7% принадлежат към други християнски църкви. Мюсюлманите в Берлин са 8,8%, а последователите на други религии възлизат на 1,1%. В града живеят около 12 хиляди юдаисти, като 80% от тях са преселници от СССР. Западно- и средноевропейската епархия на Българската православна църква е със седалище в Берлин.
В Берлин има над 600 църкви, 76 джамии, 11 синагоги и 5 будистки храма. В града са разположени представителствата на десетки хуманистични, атеистични, агностични и натуралистични организации.

## Управление
Камара на представителите на Берлин (Abgeordnetenhaus von Berlin) е провинциалният парламент (ландтаг) на град Берлин, който има статут на федерална провинция на Германия.
Създаден е с приемането на конституцията на Западен Берлин през 1951 година. От 1993 година Камарата на представителите се помещава в старата сграда на Пруския ландтаг на улица „Нидеркирхенщрасе“.
Състои се от най-малко 130 представители, избирани с петгодишен мандат.

### Административно деление
След реформата на административното деление от 10 юни 1998 г. броят на берлинските райони след 1 януари 2001 г. е намален от 23 на 12.
| Герб | Район                    | Жители към 31 декември 2014 | Площ, km2 | Гъстота, д/km2 | Райони на Берлин |
|      | Панков                   | 384 367                     | 103,07    | 3705           | Райони на Берлин |
|      | Митте                    | 356 506                     | 39,47     | 8780           | Райони на Берлин |
|      | Темпелхоф-Шьонеберг      | 335 767                     | 53,10     | 6334           | Райони на Берлин |
|      | Шарлотенбург-Вилмерсдорф | 326 354                     | 64,72     | 5065           | Райони на Берлин |
|      | Нойкьолн                 | 325 716                     | 44,93     | 7187           | Райони на Берлин |
|      | Щеглиц-Целендорф         | 299 268                     | 102,56    | 2927           | Райони на Берлин |
|      | Фридрихсхайн-Кройцберг   | 275 691                     | 20,34     | 13 818         | Райони на Берлин |
|      | Лихтенберг               | 268 465                     | 52,12     | 5134           | Райони на Берлин |
|      | Марцан-Хелерсдорф        | 256 173                     | 61,78     | 4141           | Райони на Берлин |
|      | Райникендорф             | 254 000                     | 89,31     | 2764           | Райони на Берлин |
|      | Трептов-Кьопеник         | 249 440                     | 168,42    | 1466           | Райони на Берлин |
|      | Шпандау                  | 230 419                     | 91,87     | 2519           | Райони на Берлин |

### Побратимени градове
Берлин има 17 побратимени градове към 4 януари 2013 г.:
- Брюксел, Белгия (1992)
- Будапеща, Унгария (1991)
- Буенос Айрес, Аржентина (1994)
- Варшава, Полша (1991)
- Виндхук, Намибия (от 18 април 2000)
- Джакарта, Индонезия (1993)
- Истанбул, Турция (1989)
- Лос Анджелис, САЩ (1967)
- Лондон, Великобритания (2000)
- Мадрид, Испания (1988)
- Мексико, Мексико (1993)
- Москва, Русия (1990)
- Париж, Франция (1987)
- Пекин, Китай (от 5 април 1994)
- Прага, Чехия (1995)
- Ташкент, Узбекистан (1993)
- Токио, Япония (1994)

## Икономика
През 2021 г. номиналният БВП на Берлин отбелязва ръст от 5%, докато ръстът за страната е 3,5% и се равнява на 163 млрд. евро.
Икономиката на Берлин се доминира от сектора на услугите – около 80% от компаниите извършват дейност в него. През септември 2011 г. безработицата достига 15-годишно дъно – 12,7% при средно равнище на безработицата за Германия 6,6%.
- Кулата на Siemens AG в район Сименсщадт
- Седалище на Zalando
- Сградата на RBB (Радио Берлин-Бранденбург)
- Седалището на Bayer Farma, поделение на Bayer

## Инфраструктура
- Летище Берлин-Бранденбург
- Железопътна гара Берлин
- BVG
- S-Bahn Berlin
- Берлинско метро (U-Bahn Berlin)

## Наука и образование
Берлин е един от градовете с най-висока концентрация на висши училища и научноизследователски институти в Европа. Тук следват около 200 хил (2021). студенти в общо 4 университета, 4 висши училища по изкуствата, 7 други висши училища и 12 частни ВУЗ-а.
Четирите берлински университета, в които следват общо 115 хил. души (2021), са:
- Свободен университет Берлин с 40 000 студенти,
- Хумболт университет Берлин с 36 000 студенти,
- Технически университет Берлин с 35 000 студенти и
- Университет на изкуствата Берлин с 4500 студенти.

От 2003 г. медицинските факултети на Свободния и на Хумболтовия университет са слети под общото название Charité – Universitätsmedizin Berlin („Шарите – медицински университет Берлин“). Оттогава това е най-големият медицински университет в цяла Европа.

## Култура
Добиващите широка популярност фестивали, съвременната архитектура, авангардното изкуство печелят международна репутация на Берлин. Бидейки главен туристически център и дом на хора от над 180 нации, градът-столица е важна точка за хората, които се интересуват от либерален начин на живот, бурно градско ежедневие и свобода на словото и художественото изразяване. Немската столица официално е призната за един от градовете с най-много музеи в света, като към момента[ неясно? ] общият им брой възлиза на 173. Още през 1841 г. зоната между река Шпрее и Купферграбен е обявена за „район, посветен на изкуството и антиките“, а понастоящем кварталът, наричан от местните „Островът на музеите“, е част от международното културно наследство на ЮНЕСКО. За многообразието от музеи и изложения в града допринася и големият брой запазени и реставрирани сгради.
В съвременната история на града ярък отпечатък оставя музикалният фестивал Loveparade, който води началото си от дните преди разрушението на Берлинската стена през 1989 г. и се е провеждал в Берлин общо 16 пъти до 2006 г. Провеждащият се и до днес Карнавал на културите привлича хиляди представители на различни държави и доказва мултиетническото многообразие на Берлин.
- Бранденбургската врата
- Вавилон Берлин
- Карнавал на културите

### Театри в Берлин
Немска опера (Deutsche Oper), Комише опер (Komische Oper), Шилеров театър (Schiller Theater), Берлински ансамбъл (Berliner Ensemble), Немски театър (Deutsches Theater), Театър на Куфюрстендам (Theater und Komödie am Kurfürstendamm), Фридрихщадтпаласт (Friedrichstadt-Palast), Театър „Максим Горки“ (Maxim-Gorki-Theater), „Народна сцена“ на площад „Роза Люксембург“ (Volksbühne am Rosa-Luxemburg-Platz).

### Редовни събития
През последните десетилетия Берлин се превръща също така и в централа на световната музикална сцена, като по-специално внимание в града още от края на 80-те се обръща на зараждащата се вълна електронна музика. През 90-те в Берлин са били разположени едни от най-култовите дискотеки в Европа като Tresor, UFO, E-Werk. През 10-те в Берлин са били разположени още дискотеки, Watergate, Berghain, Matrix.
Най-големият парад за гейове и лесбийки в Европа – Кристофър Стрийт Дей, се радва на подкрепата както на обществеността, така и на местната власт.
Наградите Venus (Venus Awards) се връчват за постижения в областта на порнографията. Те се организират и провеждат по време на еротичния фестивал в Берлин.

### Символите на Берлин
Най-известните по целия свят символи на Берлин са Бранденбургската врата, Райхстагът и Монументът на победата. Друг символ на Берлин са мечките Бъди, които впоследствие по всичките 5 континента се превръщат в понятие за космополитен Берлин.

## Спорт
В Берлин има над 2300 спортни клуба, в които членуват около 680 000 души (2020). Към 2010 г. градът е дом на 145 футболни отбора, от които най-значими са Херта БШК Берлин в първа дивизия и 1. ФК Унион Берлин във втора дивизия. Други големи спортни отбори са Айсберен Берлин (хокей на лед), АЛБА Берлин (баскетбол), СКШ Берлин (волейбол мъже), Кьопеникер СК (волейбол жени) и Васерфройнде Шпандау 04 (водна топка).
| Клуб                   | Спорт     | Създаден | Лига                         | Съоръжение               |
| ---------------------- | --------- | -------- | ---------------------------- | ------------------------ |
| Херта БШК              | Футбол    | 1892     | Втора Бундеслига             | Олимпийски стадион       |
| 1. ФК Унион Берлин     | Футбол    | 1966     | Втора Бундеслига             | Алте Фьорщерай           |
| АЛБА Берлин            | Баскетбол | 1991     | Баскетболна бундеслига       | Mercedes Benz Arena      |
| Айсберен Берлин        | Хокей     | 1954     | Немска хокейна лига          | Mercedes Benz Arena      |
| Фюксе Берлин           | Хандбал   | 1891     | Хандбална бундеслига         | Макс-Шмелинг-Хале        |
| СК Шарлотенбург Берлин | Волейбол  | 1911     | Волейболна бундеслига        | Шпортхале Шарлотенбург   |
| Кьопеникер СК Берлин   | Волейбол  | 1991     | Женска волейболна бундеслига | Шпортхале Хемерлингщрасе |

Берлин е домакин на множество международни спортни събития, с което се е утвърдил като един от големите спортни центрове в Европа. През 1936 г. градът е домакин на XI Летни олимпийски игри. На 9 юли 2006 г. се провежда финалната среща от Световното първенство по футбол, чийто домакин е Германия. Август 2009 г. в Берлин се провежда XII Световно първенство по лека атлетика. От 1974 г. насам в немската столица всяка година се провежда престижният Берлински маратон. Между 1998 и 2009 г. Берлин е част от градовете, в които се провеждат състезанията от Златната лига на Международната асоциация на лекоатлетическите федерации. Градът е домакин на Катар Телеком Джърман Оупън, който е професионален тенис-турнир за жени, част от веригата на WTA Тур и се провежда от 1896 г. насам и така се нарежда сред най-старите турнири за жени, които все още съществуват. От няколко години Световната федерация по волейбол провежда първенство по плажен волейбол.

## Личности
Като столица на Прусия Берлин е родно място на много от кралете на Прусия, както и на известния пруски учен Александър фон Хумболт.
Висшите училища в Берлин са важни научни центрове. През различни периоди в тях работят учени като Леонард Ойлер, Карл Вайерщрас, Алберт Айнщайн и Денис Габор. Сред студентите са чешкият писател Карел Чапек и австрийският философ Лудвиг Витгенщайн. В Берлин учат и много българи, между които бъдещите министър-председатели Александър Цанков и Андрей Ляпчев, както и писателят Петко Тодоров.
- Марлене Дитрих
- Александър фон Хумболт
- Алберт Айнщайн
- Конрад Цузе

## Галерия
- Берлин (2015)
- Берлин (2014)